# Did It Again (cântec de Shakira)
„Did It Again” este un cântec interpretat de solista columbiană Shakira. Piesa a fost compusă de artistă în colaborare cu echipa de producători The Neptunes, fiind inclusă pe cel de-al optulea album de studio al muzicienei, She Wolf. Înregistrarea a fost lansată ca cel de-al doilea disc single al materialului de proveniență în America Latină și Europa, în timp ce în Canada și Statele Unite ale Americii a fost promovată compoziția „Give It Up to Me”.
Înregistrarea a beneficiat o campanie de promovare și de un videoclip regizat de Sophie Muller și filmat în Los Angeles, California. Piesa a primit în general recenzii favorabile, fiind considerată de allmusic una dintre cele mai reușite înregistrări ale albumului She Wolf. „Did It Again” a fost promovat într-o serie de emisiuni americane, în cadrul The X Factor și la gala MTV Europe Music Awards 2009.
Cântecul beneficiază și de o versiune în limba spaniolă, intitulată „Lo Hecho Está Hecho”, aceasta ocupând locul 2 în Argentina și Mexic. În majoritatea teritoriilor europene a fost promovat „Did It Again”, acesta câștigând poziționări de top 40 într-o serie de regiuni. Un remix oficial a fost realizat în colaborare cu Kid Cudi, acesta compus pentru a promova albumul în America de Nord.

## Informații generale
Atât linia melodică, cât și versurile înregistrării au fost realizate în colaborare Pharrell Williams, cunoscut pentru șlagărele create în timpul activării în grupul The Neptunes. Shakira a povestit despre colaborarea sa cu Williams următoarele: „El vine cu ideile și le pune în practică imediat. E foarte interesant, pentru că eu sunt mai înceată și el e omul cu idei mari și într-adevăr grandioase. A fost o sinergie excelentă”.
Cântecul se dorea a fi lansat ca cel de-al doilea single al albumului She Wolf la nivel mondial, însă artista a decis să nu promoveze piesa în Canada și Statele Unite ale Americii, regiuni unde a fost lansată compoziția „Give It Up to Me”. Cel din urmă cântec a fost inclus doar pe versiunea americană a materialului de proveniență.
Un remix oficial a fost realizat în colaborare cu interpretul Kid Cudi, acesta fiind diferit față de compoziția originală. Această versiune alternativă este prezentă pe ediția albumului She Wolf distribuită în Canada și S.U.A..

## Structura muzicală și versurile
„Did It Again” este un cântec pop-dance cu influențe de muzică electronică, R&B și rap, fiind folosite și elemente specifice stilului nu-disco. Scrisă într-o tonalitate minoră, compoziția include un ansamblu de orchestre de coarde, fiind utilizat doar câte un acord pe spații mari. De asemenea, se folosesc o serie de armonii vocale, totodată apelându-se și la tehnica antifoniei. În linia melodică sunt întrebuințate și elemente aparținând sintetizatorului și instrumentelor de percuție.
Aceleași caracteristici sunt prezentate și de versiunea în limba spaniolă a cântecului, „Lo Hecho Está Hecho”, doar că aceasta prezintă influențe de muzică latino.
Versurile ambelor înregistrări au un caracter erotic, asemeni celor interpretate în cadrul pieselor „Why Wait” și „Good Stuff”, de pe același album. Cu toate acestea, se diferențiază de tema abordată de alte compoziții prezente pe disc, printre care și „Long Time”, care afișează un subiect romantic.

## Recenzii
Majoritatea criticilor muzicali de specialitate și-au îndreptat atenția asupra versiunii în limba engleză a compoziției, oferindu-i recenzii favorabile. Astfel, PopJustice descrie cântecul prin apelativul „briliant”, declarând în continuare: „De fapt, este posibil să fie mai strălucitor decât «She Wolf»”. La scurt timp, în cadrul unui articol de prezentare a coperții oficiale aparținând discului She Wolf, publicația a completat afirmațiile anterioare prin aprecierea: „Nu este la fel de înfricoșător și deranjant ca «She Wolf», de fapt, este foarte frumos și afectiv. Exact cum spuneam după redare, este tot în stilul Shakirei, dar diferit”. Digital Spy oferă un piesei un calificativ de patru puncte dintr-un total de cinci și o recenzie pozitivă. Astfel, editorul Nick Levine declară: „«I did it again, I got it all wrong, but it felt so right» (ro: «Am făcut-o din nou, am înțeles totul greșit, dar m-am simțit atât de bine») cântă eroina noastră libidinoasă — înainte de a admite faptul că în noaptea următoare s-a întors pentru a obține mai mult. Între timp, The Neptunes, stabilesc o producție contemporană complexă care cuprinde beat-uri de paradă, sunete săltărețe de sintetizator și un vers «ey-ey-ey» molipsitor. Rezultatul? Pop-dance de calitate”.
Steve Perkins de la BBC Music apreciază într-un mod pozitiv calitățile de textieră ale solistei într-o recenzie favorabilă, comentând: „Unul dintre lucrurile cele mai liniștitoare despre un nou cântec Shakira este faptul că ea e în mod credibil excentrică atunci când vine vorba de versurile ei. [...] Și în timp ce «Did It Again» nu este «She Wolf», e bine să vezi faptul că și atunci când se confruntă cu subiecte mai convenționale, cum ar fi bărbații nepotriviți, Shakira totuși face un efort de a aborda subiectul într-o manieră distinctă. Sau cel puțin, se străduiește”. Allmusic include piesa pe lista celor mai reușite înregistrări de pe album, alături de „She Wolf”, „Gypsy” și „Mon Amour”. Music OMH scoate în evidență compozițiile produse de The Neptunes, despre „Did It Again” susținând că „se bazează pe un motiv de bandă de marș, sunete scânteietoare de sintetizator și un refren care explodează din neant”.
Spre deosebire de majoritatea recenzorilor albumului She Wolf, Ash Dosanjh de la Yahoo! Music își îndreaptă atenția spre varianta în limba spaniolă a piesei, declarând: „cazul în care Shakira excelează cu adevărat este atunci când ea se întoarce la rădăcinile sale și se afundă în melodiile și ritmurile plăcute latino-americane care în primul rând îi entuziasmează pe fani, așa cum poate fi auzit pe «Lo Hecho Está Hecho»”.

## Promovare
Cântecul a fost prezentat de Shakira în cadrul emisiunii americane Jimmy Kimmel Live! pe data de 15 septembrie 2009, recitalul fiind transmis trei zile mai târziu, pe 18 septembrie 2009. În timpul aceluiași spectacol, artista a interpretat și înregistrarea „She Wolf”. O altă prezență notabilă pe teritoriul Statelor Unite ale Americii a fost cea din cadrul spectacolului Saturday Night Live, în timpul căruia Shakira a prezentat din nou înregistrarea „Did It Again”, în ciuda faptului că în această regiune fusese anunțată lansarea piesei „Give It Up to Me”.
Alte reprezentații importante au fost susținute pe teritoriul european, prima fiind interpretarea de la MTV Europe Music Awards 2009, gală la care solista fusese nominalizată pentru două distincții. Pentru a-și promova cântecul în Irlanda și Regatul Unit, Shakira a prezentat „Did It Again” în timpul emisiunii The X Facto din data de 15 noiembrie 2009, la doar o săptămână după interpretările realizate de Black Eyed Peas și Leona Lewis.
„Lo Hecho Está Hecho” a fost promovat în Spania, în cadrul galei premiilor Premios Los 40 Principales, alături de „Loba”.

## Videoclip

### Informații generale
Videoclipul înregistrării a fost regizat de Sophie Muller, cu care artista a mai colaborat la realizarea materialelor promoționale pentru șlagărul „Hips Don't Lie” și pentru succesorul lui „Did It Again”, „Give It Up to Me”. Filmările realizate pentru această producție s-au desfășurat în orașul american Los Angeles, California, timp de două zile consecutive, pe 17 septembrie și 18 septembrie 2009. Premiera oficială a scurtmetrajului s-a petrecut la finele lunii octombrie 2009. Un videoclip ușor diferit de cel realizat pentru „Did It Again”, a fost produs și pentru versiunea în limba spaniolă, „Lo Hecho Está Hecho”.
Un videoclip alternativ a fost realizat pentru versiunea ce îl prezintă și pe Kid Cudi, însă nu a fost folosit remixul distribuit pe versiunea americană a discului She Wolf, ci varianta originală a piesei și porțiuni interpretate de artistul de muzică hip hop inserate de-a lungul scurtmetrajului.

### Influențe și stilul abordat
Pentru a realiza acest proiect, Shakira și regizorul Sophie Muller s-au inspirat din stilul abordat de dansatorii marocani și din cel al pictorilor, englezi ai secolului XIX. De asemenea, pentru videoclip artista a colaborat cu un coregraf islandez și cu o dansatoare americană.
Shakira a declarat despre modul în care a fost conceput materialul următoarele: „A fost o colaborare cu o prietenă care este dansatoare. Ea mi-a arătat această parte de dans contemporan care a fost produsă în Islanda. Și am spus «Hei, probabil că vom putea folosi ceva în acest gen pentru Did It Again». Așa că am decis să îl aducem pe acest coregraf din Islanda dintr-o companie de dans contemporan și am lucrat la coregrafie”. De asemenea, o sursă principală de inspirație o constituie picturile artistului Lawrence Alma-Tadema, „care portretizează femei [...] în băi turcești”, solista dorind să aducă „o parte din acele imagini poetice în videoclip”. Un alt element important îl constituie o serie de mișcări realizate de un grup de femei marocane, lucru observat de artistă într-una din excursiile sale. Astfel, toate aceste elemente au fost puse în comun și amestecate pentru a realiza produsul finit.

### Concept
Videoclipul se deschide cu prezentarea Shakirei într-o saună, în compania unui grup de persoane de sex feminin. Concomitent, în cadre diferite, sunt afișate o serie de femei coreene lovind tobele în timp ce înregistrarea ia startul. În cadrul următor interpreta începe să realizeze alături de dansatorul Cloud o coregrafie deasupra unui pat. Simultan, Shakira este surprinsă singură interpretând fragmente ale cântecului pe același pat, unde este realizată coregrafia. Artista este afișată ulterior într-o sală, unde realizează o serie de mișcari dansante în timp ce grupul de femei de la început continuă să cânte la tobe.

### Recenzii
Tanner Stransky de la Entertainment Weekly consideră că „videoclipul pentru cel mai recent single al Shakirei [...] o prezintă pe ușor irascibila columbiană devenind destul de creativă ... în dormitor. [...] Ea aproape că incendiază salteaua în compania unui dansator arătos, dovedind faptul că încă posedă mișcările latino — sau o versiune mai nouă, o variantă nocturnă a lor — care au făcut-o faimoasă în videoclipul din 2001 pentru «Whenever, Wherever»”. News Softpedia afirmă: „cântăreața îmbrăcată într-o cămașă de noapte neagră și un dansator realizează ceea ce a fost considerat cea mai interesantă coregrafie ce a avut loc vreodată pe un pat”. Editorul Bill Lamb de la website-ul About.com este de părere că „videoclipul este la fel de aventuros ca întotdeauna”. Conform HolaMun2 cea mai interesantă parte a scurtmetrajului este aceea în care „Shakira și partenerul său de spectacol realizează o nouă combinație de arte marțiale, yoga și balet - în pat”. Johnny Famethrowa de la Yahoo! Music face o scurtă comparație cu videoclipul cântecului „She Wolf”, afirmând: „nu există nicio cușcă în acesta [...] Doar o saună, o serie de dansuri lascive și dovezi suplimentare ce arată de ce tocmai a lansat albumul său cu cea mai rapidă vânzare de până acum”. Digital Spy consideră că „mișcările Shakirei ce sfidează gravitația din [videoclipul] «She Wolf» par acum doar o simplă încălzire pentru «Did It Again». Acompaniată de un dansator complice pentru o secvență de sincronizare în pat, flexibila columbiană își testează corpul cu o serie de atacuri bruște asemănătoare celor realizate de animale, salturi nebunești și rotiri ce l-ar face pe George Sampson să arate ca un sac de cartofi. Ei bine, aproape”.

## Ordinea pieselor pe disc
| Nr.                                         | Titlul                    | Durată |
| ------------------------------------------- | ------------------------- | ------ |
| „Did It Again” — descărcare digitală        |                           |        |
| 1.                                          | „Did It Again” [A]        | 3:12   |
| „Lo Hecho Está Hecho” — descărcare digitală |                           |        |
| 1.                                          | „Lo Hecho Está Hecho” [B] | 3:12   |
| Disc single distribuit în Europa            |                           |        |
| 1.                                          | „Did It Again” [A]        | 3:12   |
| 2.                                          | „Did It Again” [C]        | 5:55   |
| Single distribuit în Turcia                 |                           |        |
| 1.                                          | „Did It Again” [A]        | 3:12   |
| 2.                                          | „Did It Again” [D]        | 5:55   |
| 3.                                          | „Lo Hecho Está Hecho” [B] | 3:12   |

| Nr.                                                         | Titlul                    | Durată |
| ----------------------------------------------------------- | ------------------------- | ------ |
| Single distribuit în Mexic                                  |                           |        |
| 1.                                                          | „Did It Again” [A]        | 3:12   |
| 2.                                                          | „Did It Again” [E]        | 5:58   |
| 3.                                                          | „Lo Hecho Está Hecho” [F] | 3:12   |
| 4.                                                          | „Did It Again” [G]        | 3:29   |
| Single distribuit în Franța, Regatul Unit, Spania și Suedia |                           |        |
| 1.                                                          | „Did It Again” [A]        | 3:12   |
| 2.                                                          | „Did It Again” [D]        | 5:55   |
| 3.                                                          | „Did It Again” [E]        | 3:12   |
| 4.                                                          | „Did It Again” [H]        | 7:41   |
| 5.                                                          | „Did It Again” [II]       | 4:02   |

Specificații
| - A ^ Versiunea de pe albumul părinte She Wolf. - B ^ Versiunea de pe albumul părinte She Wolf. - C ^ „Did It Again” remix „Benassi Remix”. - D ^ „Did It Again” în colaborare cu Kid Cudi. - E ^ „Did It Again” în colaborare cu Kid Cudi; remix „Benassi Remix”. | - F ^ „Lo Hecho Está Hecho” în colaborare cu Pitbull. - G ^ Videoclipul cântecului „Did It Again”. - H ^ „Did It Again” în colaborare cu Kid Cudi; remix „Superchumbo Remix”. - II ^ „Did It Again” în colaborare cu Kid Cudi; remix „DJ Laz Extended Remix”. |

## Prezența în clasamente
Prima apariție într-un clasamente a discului single a fost în ierarhia spaniolă compilată de Promusicae începând cu luna octombrie a anului 2009. În această regiune a activat versiunea în limba spaniolă a cântecului, „Lo Hecho Está Hecho”, debutând pe locul 50. La doar șapte zile distanță piesa a părăsit lista, revenind ulterior și ocupând locul 12, acesta fiind maximul atins. De asemenea, „Lo Hecho Está Hecho” a activat și în America Latină, teritoriu unde a câștigat poziții de top zece în țări precum Argentina, Mexic sau Paraguay.
Contrar evenimentelor petrecute în America Latină și Spania, în majoritatea regiunilor europene „Did It Again” a obținut difuzări și atenție sporită. Astfel, în urma promovării cântecului în cadrul emisiunii-concurs The X Factor piesa a debutat pe locul 26 în UK Singles Chart, doar pe baza descărcărilor digitale de pe albumul de proveniență, cu patru săptămâni înaintea startului comercializării discurilor single. În ciuda startului promițător compoziția a continuat să coboare din clasament, nereușind să ocupe o poziție superioară. „Did It Again” a intrat în ierarhia irlandeză datorită aceluiași motiv, câștigând treapta cu numărul 17. Clasări similare au fost înregistrate și în țări precum Austria, Elveția, Germania, Republica Cehă sau Suedia.

## Clasamente
| Clasament                              | Poziția maximă | Referință      |
| „Did It Again”                         | „Did It Again” | „Did It Again” |
| -------------------------------------- | -------------- | -------------- |
| Austria (Ö3 Austria Top 40)            | 34             | [ 21 ]         |
| Belgia — Flandra (Ultratop)            | 53             | [ 58 ]         |
| Belgia — Valonia (Ultratop)            | 46             | [ 58 ]         |
| Croația (e!Hot)                        | 20             | [ 59 ]         |
| Cehia (IFPI)                           | 27             | [ 57 ]         |
| Germania (Media Control)               | 34             | [ 21 ]         |
| Irlanda (IRMA)                         | 17             | [ 21 ]         |
| Italia (IFPI)                          | 15             | [ 60 ]         |
| Italia (Italian Airplay Chart)         | 20             | [ 61 ]         |
| Suedia (Sverigetopplistan)             | 36             | [ 21 ]         |
| Elveția (Media Control)                | 29             | [ 21 ]         |
| Regatul Unit (OCC — UK Singles Chart)  | 26             | [ 21 ]         |
| Slovenia (IFPI)                        | 18             | [ 62 ]         |
| S.U.A. (Billboard Hot Dance/Club Play) | 1              | [ 63 ]         |
| Ucraina (FDR Chart)                    | 7              | [ 64 ]         |

| Clasament                             | Poziția maximă                       | Referință                            |
| „Did It Again”/„Lo Hecho Está Hecho”  | „Did It Again”/„Lo Hecho Está Hecho” | „Did It Again”/„Lo Hecho Está Hecho” |
| ------------------------------------- | ------------------------------------ | ------------------------------------ |
| Europa (APC Charts — Euro 200)        | 52                                   | [ 65 ]                               |
| Clasament                             | Poziția maximă                       | Referință                            |
| „Lo Hecho Está Hecho”                 |                                      |                                      |
| Argentina (Argentina Singles Top 100) | 2                                    | [ 19 ]                               |
| Chile (America Top 100)               | 6                                    | [ 66 ]                               |
| Costa Rica (Costa Rica Top 30)        | 7                                    | [ 67 ]                               |
| Mexic (Monitor Latino)                | 2                                    | [ 20 ]                               |
| Paraguay (Top Latino)                 | 4                                    | [ 55 ]                               |
| Spania (Promusicae)                   | 12                                   | [ 54 ]                               |
| S.U.A. (Billboard Latin Songs)        | 6                                    | [ 63 ]                               |
| S.U.A. (Billboard Latin Pop Songs)    | 1                                    | [ 63 ]                               |
| S.U.A. (Billboard Tropical Songs)     | 12                                   | [ 63 ]                               |

## Versiuni existente
| - „Did It Again” (versiunea de pe albumul She Wolf) - „Lo Hecho Está Hecho” (versiunea de pe albumul She Wolf) - „Did It Again” (remix „Benassi Remix”) - „Did It Again” (în colaborare cu Kid Cudi) | - „Did It Again” (în colaborare cu Kid Cudi; remix „Benassi Remix”) - „Lo Hecho Está Hecho” (în colaborare cu Pitbull) - „Did It Again” (în colaborare cu Kid Cudi; remix „Superchumbo Remix”) - „Did It Again” (în colaborare cu Kid Cudi; remix „DJ Laz Extended Remix”) |

## Datele lansărilor
| Țara         | Data lansării     | Format              | Referințe |
| ------------ | ----------------- | ------------------- | --------- |
| Germania     | 9 octombrie 2009  | descărcare digitală | [ 2 ]     |
| Austria      | 16 octombrie 2009 | descărcare digitală | [ 68 ]    |
| Danemarca    | 16 octombrie 2009 | descărcare digitală | [ 69 ]    |
| Franța       | 16 octombrie 2009 | descărcare digitală | [ 5 ]     |
| Norvegia     | 16 octombrie 2009 | descărcare digitală | [ 70 ]    |
| Spania       | 16 octombrie 2009 | descărcare digitală | [ 71 ]    |
| Suedia       | 16 octombrie 2009 | descărcare digitală | [ 72 ]    |
| Regatul Unit | 16 octombrie 2009 | descărcare digitală | [ 73 ]    |
| Irlanda      | 23 octombrie 2009 | descărcare digitală | [ 74 ]    |
| Mexic        | 20 noiembrie 2009 | descărcare digitală | [ 49 ]    |
| Elveția      | 27 noiembrie 2009 | disc single         | [ 75 ]    |
| Germania     | 27 noiembrie 2009 | disc single         | [ 76 ]    |
| Franța       | 11 decembrie 2009 | descărcare digitală | [ 77 ]    |
| Irlanda      | 11 decembrie 2009 | descărcare digitală | [ 74 ]    |
| Regatul Unit | 13 decembrie 2009 | descărcare digitală | [ 78 ]    |
| Regatul Unit | 14 decembrie 2009 | disc single         | [ 31 ]    |

| Țara         | Data lansării     | Format              | Referințe |
| ------------ | ----------------- | ------------------- | --------- |
| Germania     | 9 octombrie 2009  | descărcare digitală | [ 3 ]     |
| Austria      | 16 octombrie 2009 | descărcare digitală | [ 79 ]    |
| Danemarca    | 16 octombrie 2009 | descărcare digitală | [ 80 ]    |
| Franța       | 16 octombrie 2009 | descărcare digitală | [ 81 ]    |
| Norvegia     | 16 octombrie 2009 | descărcare digitală | [ 82 ]    |
| Spania       | 16 octombrie 2009 | descărcare digitală | [ 83 ]    |
| Suedia       | 16 octombrie 2009 | descărcare digitală | [ 84 ]    |
| Regatul Unit | 16 octombrie 2009 | descărcare digitală | [ 85 ]    |
| Irlanda      | 30 octombrie 2009 | descărcare digitală | [ 74 ]    |